# Hermann Heuß

Hermann Heuß (* 9. Oktober 1882 in Brackenheim; † 20. September 1959) war ein deutscher Architekt und Hochschullehrer.

## Leben
Hermann Heuß wuchs in Brackenheim auf, sein älterer Bruder war Ludwig Heuss, sein jüngerer Bruder Theodor Heuss. Als er sieben Jahre alt war, zog die Familie aufgrund einer Versetzung des Vaters Ludwig Heuß nach Heilbronn.
Hermann Heuß studierte Architektur an der Technischen Hochschule Stuttgart und an der Technischen Hochschule Charlottenburg. Während seines Studiums in Stuttgart trat er 1902 der Burschenschaft Alemannia Stuttgart bei, der er bis 1935 angehörte. 1912 bestand er das zweite Staatsexamen und war danach zunächst als Regierungsbaumeister (Assessor) in der staatlichen Bauverwaltung tätig. Während des Ersten Weltkriegs arbeitete er bei der Krupp AG in Essen. 1923 wurde er mit einer Arbeit über die Schloss- und Stadtbaugeschichte der ehemals hohenlohischen Residenzen an der Technischen Hochschule Stuttgart promoviert.
Ab 1919 lehrte er an der Staatlichen Akademie für Technik Chemnitz im Fach Hochbau. Nach dem Zweiten Weltkrieg wurde er Leiter der Nachfolge-Einrichtung, der Ingenieurschule für Bauwesen Chemnitz. Da aber sein Bruder Theodor Heuß in der Bundesrepublik Deutschland Vorsitzender der FDP war und im September 1949 zum Bundespräsidenten gewählt wurde, begannen die Organe in der SBZ, Hermann Heuß zu überwachen. Er übersiedelte noch im selben Jahr mit seiner Frau Martha, geborene Langnickel (1882–1975), in die Bundesrepublik und gründete in Stuttgart-Degerloch ein Architekturbüro.
Hermann Heuß starb 1959 nach einem Autounfall.

## Bauten
- Landhaus Müller-Isenburg, Chemnitz[3]
- Beamtenhäuser (Wagnerstraße), Chemnitz[4]

## Schriften
- Architektur und Natur, zweierlei Formwille. In: Die Form, Jg. 3, 1928, S. 88–90 (Digitalisat).
- Besinnliches Städtereisen. Sachsen-Thüringen. Berlin 1932.
- Hohenloher Barock und Zopf. (Dissertation) Öhringen 1937.